# Lind, Mayen-Koblenz
Lind là một đô thị ở huyện Mayen-Koblenz bang Rheinland-Pfalz, phía tây nước Đức. Đô thị Lind, Mayen-Koblenz có diện tích 2,78 km².